# Дуганов, Рудольф Валентинович
Рудо́льф Валенти́нович Дуга́нов (12 ноября 1940 — 12 марта 1998) — советский и российский литературовед, культуролог. Специалист по Велимиру Хлебникову. Вместе с Евгением Арензоном составил и подготовил текст шеститомного собрания сочинений Велимира Хлебникова (вышло под общей редакцией Дуганова после  его смерти в 2000—2006 годах).

## Биография
Рудольф Дуганов родился 12 ноября 1940 года.
Автор книги-альбома «Рисунки русских писателей» (1988). Статьи Дуганова на темы литературы и искусства публиковались в журналах «Вопросы литературы», «Театр», «Искусство кино», «Наука и жизнь».
Был научным сотрудником Государственного музея В. В. Маяковского.
В 1980-е годы Дуганов после двадцатилетнего перерыва «пробил» в СССР издание нескольких сборников Велимира Хлебникова.
В 1989 году защитил диссертацию на соискание учёной степени кандидата филологических наук, которая была подготовлена им значительно раньше.
В 1990 году опубликовал книгу «Велимир Хлебников: Природа творчества», актуальную по сей день.
Совместно с Евгением Арензоном подготовил собрание сочинений Велимира Хлебникова, которое начало выходить после смерти Дуганова.

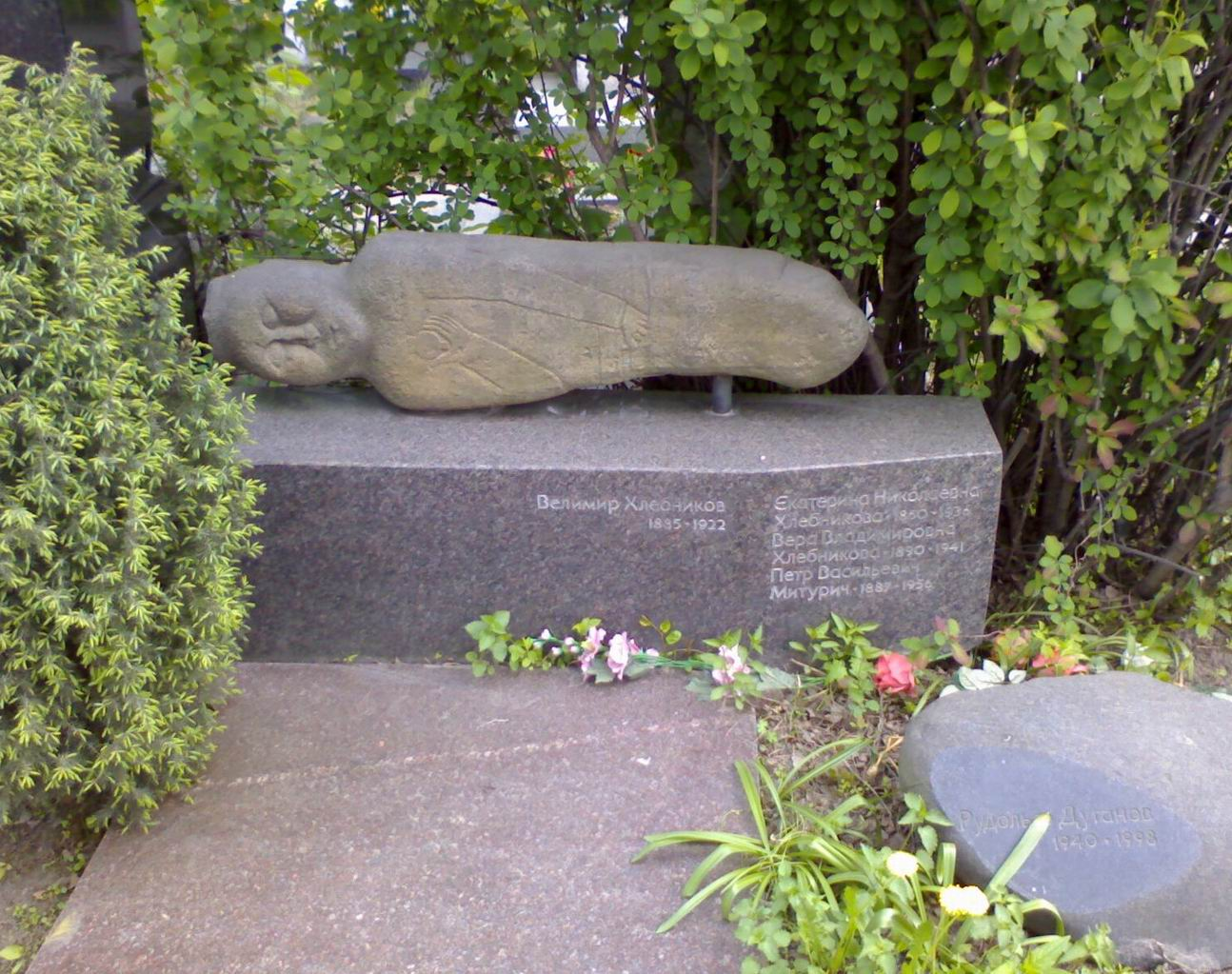
Могила Рудольфа Дуганова (надгробный камень в правой нижней части фотографии) рядом с могилой Велимира Хлебникова и его близких

Постоянный участник и идейный вдохновитель «Хлебниковских чтений» в Астрахани, Москве и Санкт-Петербурге. Один из организаторов музея Велимира Хлебникова в Астрахани.
Умер 12 марта 1998 года. Похоронен на Новодевичьем кладбище (8 участок, 6 ряд) рядом с могилами Велимира Хлебникова и его близких.

### Семья
- Жена — Наталия Сергеевна Дуганова-Шефтелевич (1941—2010)[5].

## Собрание Рудольфа Дуганова и Наталии Дугановой-Шефтелевич
В собрание Рудольфа Дуганова и Наталии Дугановой-Шефтелевич, которое отражало научные интересы Рудольфа Дуганова, входили литографированные книги, альбомы и рисунки авторства Казимира Малевича, Михаила Ларионова, Наталии Гончаровой, Кирилла Зданевича, Алексея Кручёных, Ольги Розановой; книга «1918» (один из немногих сохранившихся экземпляров), в создании которой принимали участие Василий Каменский, Кирилл Зданевич и Алексей Кручёных; первая книга стихов Тихона Чурилина «Весна после смерти» (1915) с литографиями Наталии Гончаровой; литографированный альбом «Мистические образы войны» Наталии Гончаровой. После смерти вдовы Рудольфа Дуганова, Наталии Дугановой-Шефтелевич, собрание согласно воле владельцев было передано сестрой Дугановой-Шефтелевич, Ольгой Сергеевной Джуличер, Государственному музею изобразительных искусств имени А. С. Пушкина.

## Память
- Памяти Рудольфа Дуганова посвящён спектакль «Шаман и Снегурочка» по мотивам «Снегурочки» Александра Островского, «Снежимочки» Велимира Хлебникова и русским обрядовым песням, поставленный Российским академическим молодёжным театром (автор спектакля — режиссёр Александр Пономарёв). Премьера спектакля состоялась 23 марта 1999 года[7].